# United States Academic Decathlon
Der United States Academic Decathlon (Abk.: USAD, übersetzt: Akademischer Zehnkampf der Vereinigten Staaten) ist ein jährlich stattfindender Wissenschaftswettbewerb für High Schools, der von der gleichnamigen Organisation veranstaltet wird. Der Wettbewerb besteht aus sieben objektiven Multiple-Choice-Tests, zwei subjektiven Leistungstests und einem Essay.